# 野人先生

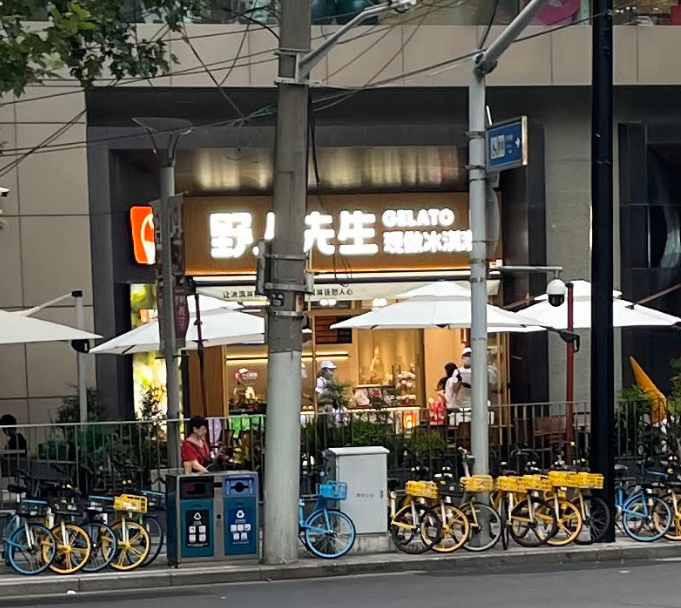
野人先生上海萬航渡路店

野人先生原名野人牧坊，是中國一家意式冰淇淋連鎖店，由崔建维（後改名崔渐为）創立。該品牌定價較貴，引起部分人士質疑。

## 歷史
2011年崔建维在北京五道口開出第一家冰淇淋店鲜果会。2015年更名野人牧坊並開始賣意式冰淇淋產品，2024年又更名野人先生。2024年7月在上海開出首店。截至2025年7月，上海已有130家左右门店，北京有120家左右，深圳50多家，全國突破900家，5个月内就新增500家门店。